# Tugendethik
Tugendethik (englisch virtue ethics) bezeichnet eine Klasse ethischer Theorien, deren Zentralbegriff die menschliche Tugend ist.

## Begriff
Die Tugendethik ist von ihrem Anspruch her ein dritter Ethiktyp neben der deontologischen Ethik (z. B. bei Kant) und der teleologischen Ethik im engeren Sinn (z. B. im Utilitarismus und Konsequentialismus). Die Abgrenzung bedarf der Präzisierung. Den Ausgangspunkt dafür bildet die Tugend als Zentralbegriff der Tugendethik. Eine Kurzformel und erste Annäherung lautet: „Sittlich richtig handeln bedeutet nach der Tugendethik tugendhaft, nach der deontologischen Ethik aus Pflicht und nach der teleologischen Ethik mit dem bestmöglichen Nutzen handeln.“ Zweifelhaft ist, ob ein strikter Gegensatz zwischen den genannten Ethiktypen bestehen muss. So wird teilweise eine „integrative Theorie, welche die Aspekte der anderen Ansätze in sich vereint“, gefordert.
Die Tugendethik (englisch virtue ethics) ist zu unterscheiden von der Tugendlehre (englisch virtue theory). Die Renaissance der Tugendethik hat zu einem größeren Interesse an der Tugendlehre bei deontologischen oder teleologischen Ethikern geführt.
Schon antike Philosophen – darunter Sokrates und durch ihn Platon – haben auf die Frage, wie man leben soll bzw. was ein gutes oder letztlich glückliches Leben ausmacht, geantwortet: tugendhaft. Diese Antwort erfordert eine Theorie über die Natur von Tugenden, die z. B. als durch Gewöhnung erwerbbare charakterliche Dispositionen erklärt werden. Außerdem stellt sich die Frage, welche die relevanten Tugenden sind. Angeführt wurden z. B. die vier Kardinaltugenden Klugheit, Gerechtigkeit, Tapferkeit und Mäßigung. Die Ideengeschichte kennt daneben diverse andere Kataloge von Tugenden. Beispielsweise stellt die christliche Tradition die sogenannten theologischen Tugenden Glaube, Hoffnung und Liebe, neben die eingangs genannten Kardinaltugenden, so dass sich insgesamt sieben Tugenden ergeben.
Als klassische Ausarbeitung der Tugendethik werden üblicherweise die ethischen Schriften des Aristoteles angeführt. Auch viele moderne Vertreter einer Tugendethik wie Elizabeth Anscombe, Alasdair MacIntyre oder Philippa Foot beziehen sich auf dessen Konzepte und Argumente.
In der abendländischen Philosophie war die Tugendethik bis in die frühe Neuzeit hinein der dominierende Ethiktyp. Die Aufklärung führte schließlich zu einem fast vollständigen Verschwinden („eclipse“) der Tugendethik im 19. Jahrhundert. Wiederbelebungsversuche in der ersten Hälfte des 20. Jahrhunderts in Deutschland durch Max Scheler und Nicolai Hartmann blieben ohne angelsächsische Resonanz. So wird in der angelsächsischen Ethikgeschichte nur der bahnbrechende Aufsatz von Elizabeth Anscombe Modern Moral Philosophy aus dem Jahr 1958 als Beginn der Renaissance der Tugendethik genannt.

## Die Tugendethik des Aristoteles
Die aristotelische Tugendethik orientiert sich an der Natur des Menschen und an den für die Qualität der Handlungen relevanten Umständen. Ziel ist die Glückseligkeit des Menschen, weshalb die aristotelische Ethik von Immanuel Kant als Paradebeispiel einer eudämonistischen Ethik angeführt wurde. Die Tugendethik trägt der Tatsache Rechnung, dass das, was gut ist, von den Umständen abhängt und es deshalb keine einheitliche Regel gibt, die a priori jeden Einzelfall bestimmen kann. Prinzipiell ist Ethik für Aristoteles eine praktische Wissenschaft, die ohne Beispiele und konkrete Untersuchungen nicht auskommt. Denn es hängt von vielen konkreten Umständen ab, ob eine Handlung gut ist und die Steigerung des Glücks zur Folge hat.
Tugend ist nach Aristoteles eine vorzügliche und nachhaltige Haltung (hexis), die durch die Vernunft bestimmt wird und die man durch Einübung bzw. Erziehung erwerben muss. Zur Bestimmung der Tugenden sucht man nach Aristoteles einen Standpunkt zwischen zwei Extremen (Mesotes-Lehre), z. B. die Selbstbeherrschung (Mäßigung), die zwischen Wollust und Stumpfheit liegt, oder die Großzügigkeit als Wert zwischen Verschwendung und Geiz oder die Tapferkeit, die zwischen Tollkühnheit und Feigheit liegt. Diese Positionen sind hierbei nicht als mathematische Mittelwerte zu verstehen, sondern als das Beste, was man im Bereich einer Charaktereigenschaft jeweils erreichen kann. Es ist individuell bestimmt.

„Die Tugend ist also ein Verhalten (eine Haltung) der Entscheidung, begründet in der Mitte in Bezug auf uns, einer Mitte, die durch Vernunft bestimmt wird und danach, wie sie der Verständige bestimmen würde.“

Da Aristoteles Realist war, wusste er um die Schwierigkeit und Vielfalt der konkreten Umstände. Deshalb ergänzte er auch seine Definition der Tugend als rechter Mitte um den Zusatz, dass ein verständiger bzw. tugendhafter Mensch als Orientierung dienen kann. Diese Ergänzung folgt auch aus anderen Überlegungen der Tugendethik, die die Überzeugung vertritt, dass man richtiges und ethisch gutes Handeln erlernen kann und muss, um fortschreitend richtig und gut zu handeln und um sein Urteilsvermögen in Bezug darauf zu entfalten.
Neben den vielen Fällen, in denen die Umstände über eine gute Handlung entscheiden, gibt es jedoch für Aristoteles auch Handlungen, die an sich schlecht sind. Bei diesen gibt es keine Mitte, weil es kein anderes Extrem gibt. Darunter sind Mord, Ehebruch und andere Handlungen, die der Natur des Menschen grundsätzlich entgegengesetzt sind.
Aristoteles unterscheidet im Weiteren zum einen die Verstandes- oder dianoetischen Tugenden (Klugheit, Kunstfertigkeit, Vernunft, Weisheit, Wissenschaftlichkeit), zum anderen die Charakter- oder ethischen Tugenden. Mit den übergeordneten Verstandestugenden orientiert der Mensch sich an der praktischen Vernunft, um die richtigen Mittel und Wege für sein Handeln zu finden und um in den konkreten Situationen, in denen sein Handeln gefordert ist, das Richtige zu wählen. Die Einübung der ethischen Tugenden verhilft dabei zur Beherrschung der Triebe und Affekte und macht den so Handelnden unabhängiger von einer nur auf Befriedigung der Lust und Vermeidung von Schmerz ausgerichteten Verhaltensweise. Um ethisches Verhalten auf das Gute auszurichten, bedarf es der Erziehung, die unsere moralische Sensibilität erhöht und damit Einfluss auf die Qualität unserer Handlungen nimmt. Wenn Tugenden verinnerlicht sind, handelt der Mensch um der Tugend willen und tut dies gern, also mit Lust im Sinne von Freude an der Tätigkeit. Sie ist dabei jedoch für Aristoteles nicht das Ziel der Handlung, sondern eine Begleiterscheinung, die sich mitfolgend einstellt. Was eine Tugend ist, hängt von den Umständen, auch den historischen und gesellschaftlichen, ab. Einen universellen, d. h. allgemeingültigen Kern besitzen sie aber dennoch: Vervollkommnung der menschlichen Natur gemäß ihren Anlagen und zum Zweck der Harmonie des Menschen mit sich selbst.
Wichtige Tugenden nach Aristoteles sind Klugheit (phronesis), Gerechtigkeit (dikaiosyne), Tapferkeit (andreia), Mäßigung (sophrosyne), Freigebigkeit (eleutheriotes), Hilfsbereitschaft (megaloprepeia), Seelengröße (megalopsychia), Sanftmut (praotes), Wahrhaftigkeit (aletheia), Höflichkeit (eutrapelia) und Einfühlsamkeit (philia). Die höchste Glückseligkeit erreicht man nach Aristoteles durch die Tugend der Weisheit (sophia). Denn die Weisheit, im Sinne der Kontemplation oder Meditation über die ersten Dinge und den Sinn des Lebens, ist die höchste Tätigkeit des höchsten Vermögens des Geistes. Es ist außerdem die Tätigkeit, die dem Menschen am reinsten, dauerhaftesten und ununterbrochensten möglich ist, wenn er darin geübt ist. Sie gewährt das größte Glück und mitfolgend auch die größte Lust.

## Kants Tugendlehre
Im Gegensatz dazu steht die Tugendlehre Immanuel Kants. Unter Tugendhaftigkeit versteht er die Pflicht, seine Fähigkeit zu vernunftbestimmtem Handeln zu gebrauchen, ungeachtet sonstiger Beweggründe und Antriebe. Mut als Tugend kann sowohl das Handeln des Verbrechers als auch das des Polizisten bestimmen. Tugenden sind daher zwar nützlich, aber nur relativ. Sie bedürfen der Begleitung durch das sittlich Gute mit dem Kategorischen Imperativ als Maßstab, da die Befolgung des Kategorischen Imperativs ein Gebot der Pflicht ist.
Diese Pflichtbindung macht Kant zum Vertreter einer deontologischen Ethik, nicht einer Tugendethik. Glückseligkeit als höchstes Gut erkennt Kant dann an, wenn wir sie für die anderen anstreben. Für uns selbst ist allein die Sittlichkeit der Maßstab.

## Moderne Tugendethik

### Standpunkte
Sowohl im Utilitarismus (einer Form des Konsequentialismus) als auch in deontologischen Ethiken, etwa der Pflichtethik Kants, stehen die Handlung an sich und die daraus resultierenden Konsequenzen im Vordergrund und damit die Frage: „Was soll ich tun?“. An dieser Fokussierung kritisieren moderne Tugendethiker, dass sie keine Antworten auf die Frage gebe, wie der Mensch sein muss, um gut zu leben. Auch auf die Motivation von Handlungen – wie Liebe und Neigungen – werde keine Rücksicht genommen. Die Tugendethik setzt dagegen, dass ein richtiges Handeln in richtigen Einstellungen und Charaktereigenschaften gründe. Wenn der Mensch diese eingeübt habe, sei er auch in Entscheidungssituationen in der Lage, angemessen zu reagieren.
In einer tugendethischen Sichtweise ist damit der Maßstab für richtiges Handeln das Ideal eines tugendhaften Menschen, bzw. die Handlungsweise eines tugendhaften Menschen. Was nun konkret tugendhaft ist, ergibt sich insbesondere aus den jeweiligen gesellschaftlichen Rahmenbedingungen. Eine absolute Begründung des Sollens gibt es hingegen nicht. Diese Einschätzung ist jedoch umstritten. Es gibt auch Auffassungen, dass es Tugenden gibt, die über die verschiedenen Kulturkreise hinweg einen allgemein gültigen Kern haben, der im jeweiligen sozialen Umfeld höchstens eine Abwandlung erfährt. Zunehmende Bedeutung und Rezeption erfährt die Tugendethik im Bereich der Unternehmensethik. Jüngere führungsethische Publikationen beziehen sich dabei explizit auf Aristoteles.

### Kritik
Kritiker der Tugendethik bemängeln insbesondere, dass diese keine Lösungen zu aktuellen praktischen Fragen wie Abtreibung, Todesstrafe etc. biete, dass Handlungsfolgen nicht bewertet würden, wie auch, dass im konkreten Einzelfall kein Lösungskonzept gefunden werden könne. Des Weiteren lassen sich gesellschaftliche Grundregeln (die üblicherweise in Gesetzen formuliert sind) wie das Verbot von Mord, Raub, Vergewaltigung, Betrug etc. nicht unmittelbar aus einer Tugendethik begründen. Ähnliches gilt für die Menschenrechte.
Als Lösung für die durch solche Kritik angeregte Fragen gibt es Ansätze, die eine Verbindung der handlungsorientierten Ethikprinzipien mit der Tugendethik zu einem Gesamtkonzept fordern. Ausarbeitungen beziehen sich dabei teilweise auf die in der Kritik ausgelassenen Argumente bei Aristoteles selbst und entwickeln sie weiter. Andere Ethiker ergänzen das tugendethische Grundmodell durch alternative Ansätze und Modelle.